# Curtea de Conturi (România)

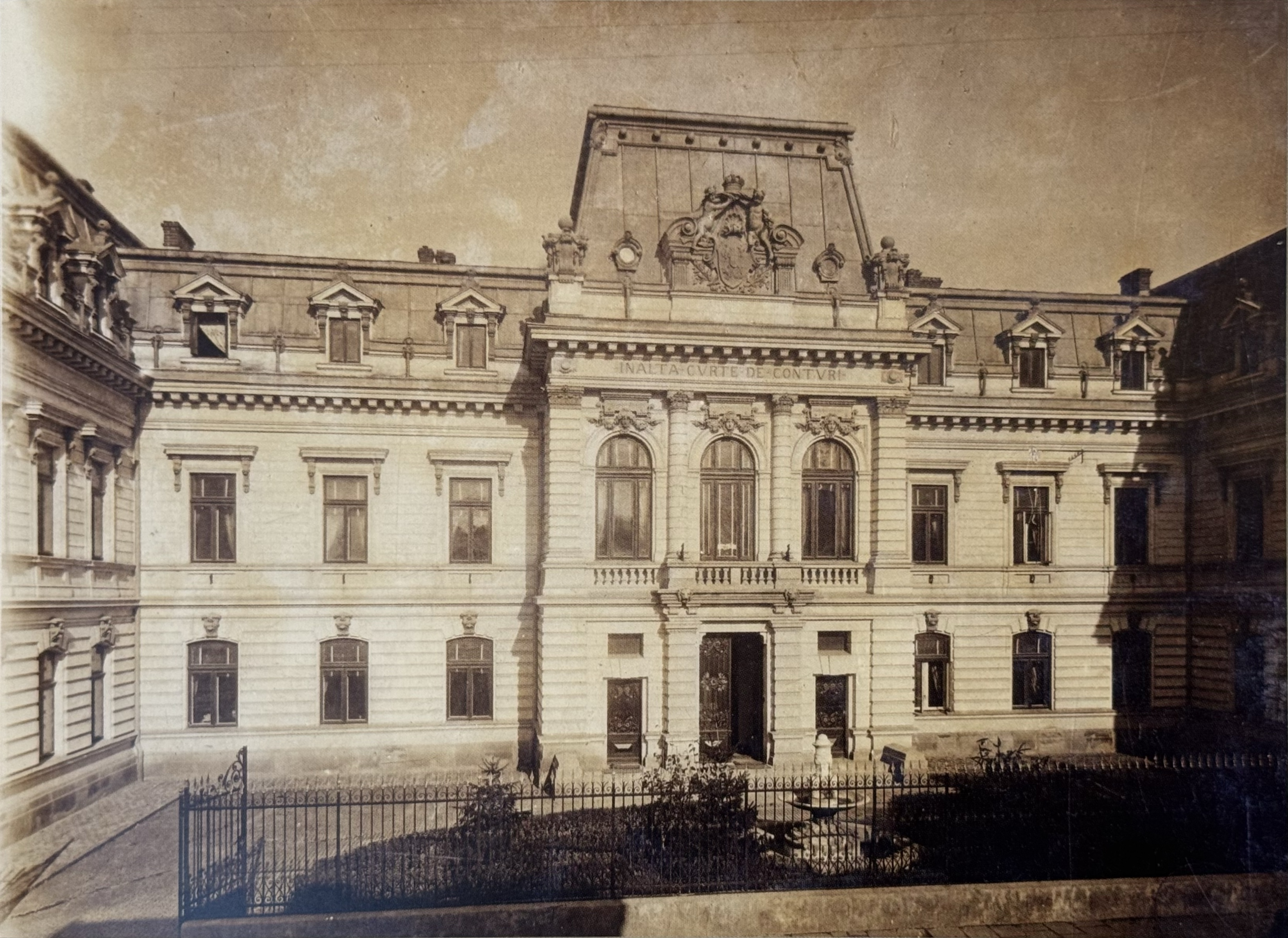
Poză veche a fostului sediu al Înaltei Curți din București, în Calea Griviței nr. 4, proiectat de Constantin Băicoianu, inaugurat în 1899, și mai târziu modificat și transformat în spital în 1949, funcție pe care o are până azi

Curtea de Conturi (CC) este organismul de stat din România care are rolul de a controla folosirea resurselor financiare ale statului și ale sectorului public.
Rapoartele Curții de Conturi sunt puse la dispoziția Parlamentului, autorităților și instituțiilor publice și contribuabililor.
Este una dintre instituțiile fundamentale ale statului de drept și se bucură de independență financiară, funcțională, organizatorică și operațională în conformitate cu recomandările Declarației de la Lima privind liniile directoare de control al finanțelor publice.
A fost înființată la data de 24 ianuarie 1864, iar în perioada comunistă a fost desființată la 1 decembrie 1948 și înlocuită cu Curtea Superioară de Control Financiar, înființată în 28 martie 1973 și desființată în 1990.
Curtea de Conturi a fost reînființată în anul 1992.
CC este reprezentată în teritoriu prin Camera de Conturi prezentă în toate județele țării.
Obiectivele Curții de Conturi sunt: urmărirea respectării reglementărilor legale cu caracter economic, financiar, fiscal și contabil, în vederea identificării eventualelor erori sau neregularități în întocmirea situațiilor financiare, în gestionarea și utilizarea corectă și performantă a fondurilor publice, precum și aplicarea măsurilor de înlăturare a acestora; perfecționarea cadrului legislativ armonizat implementat în domeniul auditului public extern pe măsura evoluției practicii internaționale, în condițiile asigurării unui grad cât mai ridicat de coerență a legislației naționale în vigoare, concomitent cu asigurarea compatibilității cu standardele internaționale adoptate de Organizația Internațională a Instituțiilor Supreme de Audit (INTOSAI⁠(en)[traduceți]) și cu Liniile Directoare Europene de implementare a acestora; consolidarea capacității instituționale a Curții de Conturi a României ca instituție independentă, profesională și credibilă de control și audit extern al fondurilor publice; crearea premiselor necesare asigurării unei funcționări convergente a instituțiilor din sistemul public în raport de competențele acestora; protejarea intereselor financiare ale statului român și ale comunității Europene.
Controalele se efectuează după un plan anual, care este întocmit de fiecare dintre camerele de conturi județene și apoi aprobat de conducerea centrală a instituției.
Cum camerele de conturi au un personal destul de redus, se verifică anual doar instituții cum sunt Consiliile județene sau primăriile municipiilor și orașelor.
Primăriile din mediul rural sunt controlate odată la câțiva ani, atunci când le vine rândul.
Acestea pot fi însă incluse în planul anual de control în urma apariției unor informații despre posibile nereguli, de exemplu din presă.
Potrivit legii, controalele Curții de Conturi se inițiază din oficiu și nu pot fi oprite decat de Parlament și numai în cazul depășirii competențelor stabilite de lege.
Hotărârile Camerei Deputaților sau ale Senatului, prin care se cer Curții de Conturi efectuarea unor controale, sunt obligatorii.
Raportul de audit financiar întocmit la finalul verificării cuprinde constatările auditorilor publici, precum și opiniile acestora.
În cazul depistării unor nereguli, la final are loc o etapă „de conciliere” între reprezentanții camerei de conturi care a efectuat controlul și cei ai entității verificate.
Dacă și după această etapă de conciliere nu se emite un certificat de conformitate din cauza unor abateri constatate, atunci se iau măsuri de recuperare a prejudiciului și se sesizează, după caz, instanța sau organele penale competente.

## Președinți
- Alexandru Romalo (1864-1875)
- Emanoil Grădișteanu (1875-1893)
- George I. Lahovary (1893-1906)
- Ion Bălteanu (1906-1919)
- M. G. Stoenescu (1919-1920)
- Christu Grecescu (1920-1926)
- Ion Angelescu (1926-1929)
- Gheorghe Alesseanu (1930-1939)
- Zamfir Brătescu (1939-1943)
- Ioan Aronescu (1943-1945)
- Grigore Oghină (1945-1947)
- Ioan Deleanu (1947-1948)
- Gheorghe Rădulescu (1973-1989)
- Ioan Bogdan (1993-1999)
- Ion Condor (1999-2002)
- Dan Drosu Șaguna (2002-2008)
- Nicolae Văcăroiu (2008-2016)
- Mihai Busuioc (2016-2025)

## Critici
În iulie 2016, statul român a pierdut procesul intentat companiei italiene Enel la Curtea Internațională de Arbitraj de la Paris pentru nerespectarea contractului de privatizare a filialei Electrica Muntenia Sud, deoarece Curtea de Conturi nu au venit cu dovezi concrete prin care să susțină rapoartele.